# Quiévrain
Quiévrain is een plaats en gemeente in de Belgische provincie Henegouwen. De gemeente telt ruim 6500 inwoners. Quiévrain is vergroeid met het Franse Quiévrechain.

## Kernen

### Deelgemeenten
| # | Naam       | Opp. (km²) | Inwoners (2020) | Inwoners per km² | NIS-code |
| - | ---------- | ---------- | --------------- | ---------------- | -------- |
| 1 | Quiévrain  | 8,68       | 5.099           | 587              | 53068A   |
| 2 | Baisieux   | 7,53       | 793             | 105              | 53068B   |
| 3 | Audregnies | 5,27       | 854             | 162              | 53068C   |

## Bezienswaardigheden
- De 17e-eeuwse Sint-Martinuskerk (Église Saint-Martin) heeft een toren van 1680 met een hoogte van 61 meter. De kerk heeft een bezienswaardig interieur.

## Natuur en landschap
Quiévrain ligt aan de Honnelle. De hoogte aan de kerk bedraagt 34 meter.

## Economie
In Quiévrain heeft een cokesfabriek gestaan van de SA des Fours à Coke de Quiévrain die in 1900 in bedrijf kwam, tussen 1920 en 1930 aanzienlijk uitbreidde, echter in 1935 gesloten werd en waarvan de gebouwen sindsdien zijn gesloopt.

## Demografische ontwikkeling

### Demografische ontwikkeling voor de fusie
- Bron:NIS - Opm:1831 t/m 1970=volkstellingen; 1976= inwoneraantal op 31 december

### Demografische ontwikkeling van de fusiegemeente
Alle historische gegevens hebben betrekking op de huidige gemeente, inclusief deelgemeenten, zoals ontstaan na de fusie van 1 januari 1977.
- Bronnen:NIS, Opm:1831 tot en met 1981=volkstellingen; 1990 en later= inwonertal op 1 januari

| Inwoners van jaar tot jaar op 1 januari vanaf 1992 tot heden | Inwoners van jaar tot jaar op 1 januari vanaf 1992 tot heden | Inwoners van jaar tot jaar op 1 januari vanaf 1992 tot heden |
| jaar                                                         | Aantal                                                       | Evolutie: 1992=index 100                                     |
| ------------------------------------------------------------ | ------------------------------------------------------------ | ------------------------------------------------------------ |
| 1992                                                         | 6.936                                                        | 100,0                                                        |
| 1993                                                         | 6.940                                                        | 100,1                                                        |
| 1994                                                         | 6.923                                                        | 99,8                                                         |
| 1995                                                         | 6.943                                                        | 100,1                                                        |
| 1996                                                         | 6.900                                                        | 99,5                                                         |
| 1997                                                         | 6.891                                                        | 99,4                                                         |
| 1998                                                         | 6.834                                                        | 98,5                                                         |
| 1999                                                         | 6.731                                                        | 97,0                                                         |
| 2000                                                         | 6.713                                                        | 96,8                                                         |
| 2001                                                         | 6.661                                                        | 96,0                                                         |
| 2002                                                         | 6.652                                                        | 95,9                                                         |
| 2003                                                         | 6.622                                                        | 95,5                                                         |
| 2004                                                         | 6.575                                                        | 94,8                                                         |
| 2005                                                         | 6.561                                                        | 94,6                                                         |
| 2006                                                         | 6.559                                                        | 94,6                                                         |
| 2007                                                         | 6.544                                                        | 94,3                                                         |
| 2008                                                         | 6.569                                                        | 94,7                                                         |
| 2009                                                         | 6.565                                                        | 94,7                                                         |
| 2010                                                         | 6.572                                                        | 94,8                                                         |
| 2011                                                         | 6.686                                                        | 96,4                                                         |
| 2012                                                         | 6.716                                                        | 96,8                                                         |
| 2013                                                         | 6.750                                                        | 97,3                                                         |
| 2014                                                         | 6.690                                                        | 96,5                                                         |
| 2015                                                         | 6.687                                                        | 96,4                                                         |
| 2016                                                         | 6.715                                                        | 96,8                                                         |
| 2017                                                         | 6.752                                                        | 97,3                                                         |
| 2018                                                         | 6.759                                                        | 97,4                                                         |
| 2019                                                         | 6.822                                                        | 98,4                                                         |
| 2020                                                         | 6.746                                                        | 97,3                                                         |
| 2021                                                         | 6.778                                                        | 97,7                                                         |
| 2022                                                         | 6.826                                                        | 98,4                                                         |
| 2023                                                         | 6.852                                                        | 98,8                                                         |
| 2024                                                         | 6.865                                                        | 99,0                                                         |
| 2025                                                         | 6.861                                                        | 98,9                                                         |

## Politiek

### Resultaten gemeenteraadsverkiezingen sinds 1976
| Partij               | Partij                                                                        | 10-10-1976 | 10-10-1976 | 10-10-1982 | 10-10-1982 | 9-10-1988 | 9-10-1988 | 9-10-1994 | 9-10-1994 | 8-10-2000 | 8-10-2000 | 8-10-2006 | 8-10-2006 | 14-10-2012 | 14-10-2012 | 14-10-2018 | 14-10-2018 | 13-10-2024 | 13-10-2024 |
| Stemmen / Zetels     | Stemmen / Zetels                                                              | %          | 19         | %          | 17         | %         | 17        | %         | 17        | %         | 17        | %         | 17        | %          | 17         | %          | 17         | %          | 17         |
| -------------------- | ----------------------------------------------------------------------------- | ---------- | ---------- | ---------- | ---------- | --------- | --------- | --------- | --------- | --------- | --------- | --------- | --------- | ---------- | ---------- | ---------- | ---------- | ---------- | ---------- |
|                      | PS1/EpQ EnsembleB                                                             | 33,951     | 6          | 32,991     | 5          | 29,951    | 5         | 41,951    | 8         | 36,21     | 7         | 44,331    | 8         | 38,66B     | 7          | 22,761     | 4          | 27,921     | 5          |
|                      | ECOLO1/EpQ EnsembleB                                                          | -          |            | -          |            | 3,241     | 0         | 5,721     | 0         | 8,81      | 1         | -         |           | 38,66B     | 7          | 4,321      | 0          | -          |            |
|                      | UCA / ICB/ Union pour une Nouvelle Majorité (UNM)1 /PRL-MCC2/MR-cdHA/Changer3 | 59,5A      | 13         | 67,01B     | 12         | 18,11B    | 3         | 30,541    | 6         | 39,512    | 7         | 38,01A    | 7         | 50,483     | 9          | 58,733     | 11         | 34,213     | 6          |
|                      | UCA / ICB/ RC1 / cdH plus2/MR-cdHA/Les Engagés3                               | 59,5A      | 13         | 67,01B     | 12         | 31,151    | 6         | 21,791    | 3         | 15,491    | 2         | 38,01A    | 7         | 10,872     | 1          | -          |            | 23,783     | 4          |
|                      | UDP                                                                           | 6,56       | 0          | -          |            | -         |           | -         |           | -         |           | -         |           | -          |            | -          |            | -          |            |
|                      | RP                                                                            | -          |            | -          |            | 17,56     | 3         | -         |           | -         |           | -         |           | -          |            | -          |            | -          |            |
|                      | Alternative Citoyenne (AC)                                                    | -          |            | -          |            | -         |           | -         |           | -         |           | 17,66     | 2         | -          |            | -          |            | -          |            |
|                      | Unis pour Quiévrain (UpQ)                                                     | -          |            | -          |            | -         |           | -         |           | -         |           | -         |           | -          |            | 14,20      | 2          | 14,08      | 2          |
| Totaal stemmen       | Totaal stemmen                                                                | 4310       | 4310       | 4248       | 4248       | 4200      | 4200      | 4127      | 4127      | 4334      | 4334      | 4514      | 4514      | 4348       | 4348       | 4453       | 4453       | 4224       | 4224       |
| Opkomst %            | Opkomst %                                                                     |            |            |            |            | 94,72     | 94,72     | 92,95     | 92,95     | 92,08     | 92,08     | 94,47     | 94,47     | 90,13      | 90,13      | 90,32      | 90,32      | 84,48      | 84,48      |
| Blanco en ongeldig % | Blanco en ongeldig %                                                          | 2,67       | 2,67       | 4,1        | 4,1        | 5,07      | 5,07      | 4,7       | 4,7       | 6,62      | 6,62      | 6,29      | 6,29      | 8,56       | 8,56       | 7,93       | 7,93       | 8,52       | 8,52       |

Het aantal zetels van de bestuursmeerderheid wordt vet aangegeven. De grootste partij staat in kleur.

### Burgemeesters

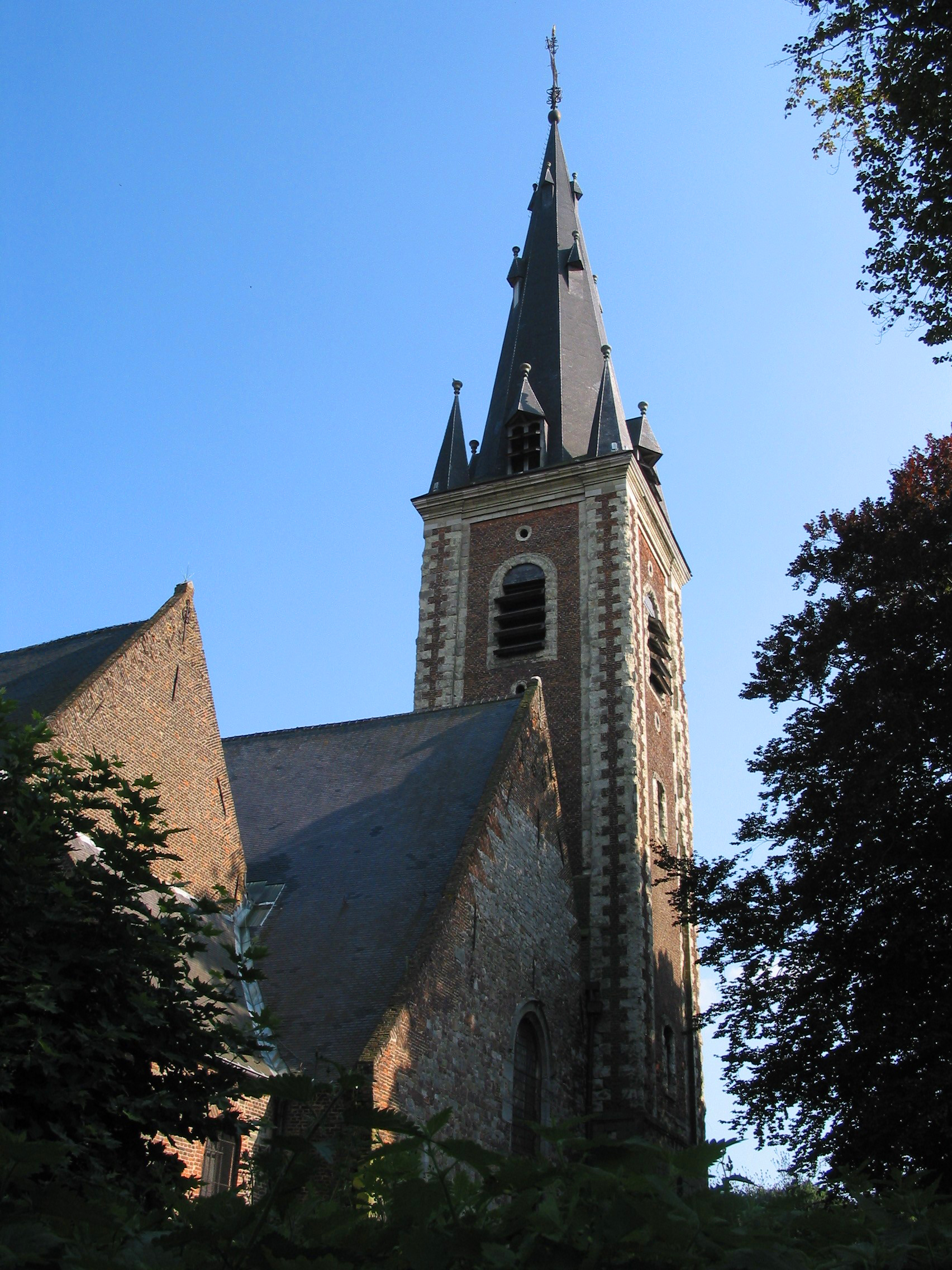
de Sint-Martinuskerk uit de 16de eeuw.

- 1977-1983 : Michel Tromont
- 1983-1988 : Bernard Coulon
- 1989-1995 : Pierre Warnier
- 1995-2000 : Daniel Dorsimont
- 2001-2006 : Bernard Coulon
- 2007-2012: Daniel Dorsimont
- 2013-2024: Véronique Damée
- 2024-heden: Jean-Pierre Landrain

## Sport
Tot 2008 speelde in Quiévrain voetbalclub RUS Quiévrain, bij de KBVB aangesloten met stamnummer 70 en daarmee een van de oudere clubs van het land. Nu speelt in de gemeente nog AS Baisieux-Quiévrain 70.
Quiévrain is een plaats waar regelmatig postduiven gelost worden.

## Geboren in Quiévrain
- Alfred Hardy (1900 - 1965), autodidactisch architect.
- Michel Tromont (1937-2018), politicus

## Spraakgebruik:Outre-Quiévrain

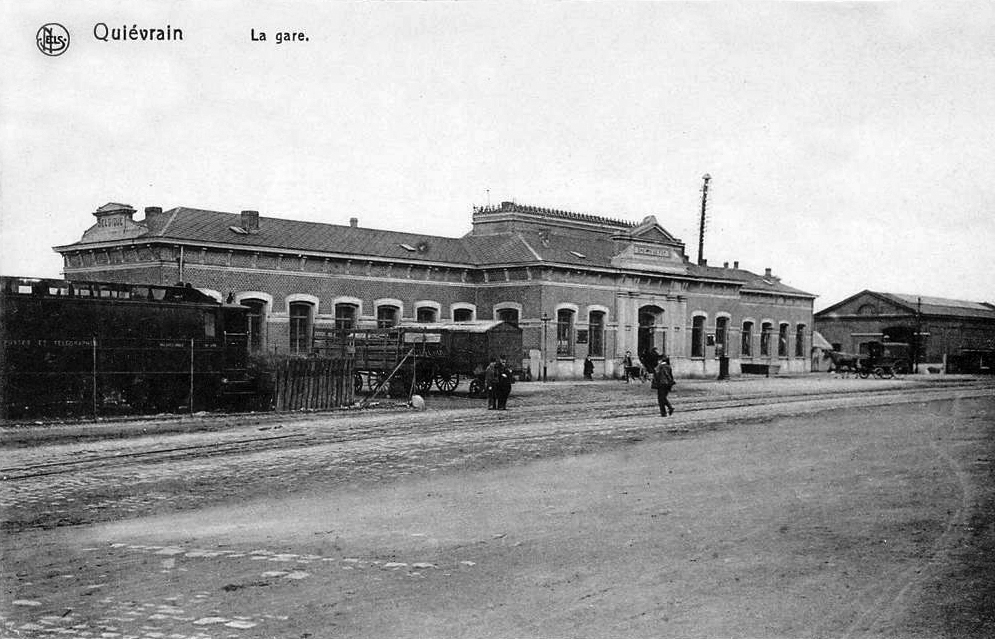
Het nog steeds bestaande station van Quiévrain

Bij het openen van de rechtstreekse spoorverbinding tussen Brussel en Parijs (1842) was het station Quiévrain langs spoorlijn 97 de plaats waar de grenscontrole gebeurde. Zowel in België als in Frankrijk werd "voorbij Quiévrain" al snel een manier om naar het buurland te verwijzen. Op treinen vanuit Parijs gebeurde de controle feitelijk in het Franse station Blanc-Misseron, maar dit is nooit spreekwoordelijk geworden. De uitdrukking "outre-Quiévrain" heeft stand gehouden, ook al zijn de rechtstreekse treinen maar vijftien jaar langs daar gepasseerd.

## Nabijgelegen kernen
Quiévrechain, Hensies, Thulin, Baisieux